# Carrer de Sant Salvador (Cabrils)
El Carrer de Sant Salvador és una via pública de Cabrils (Maresme).

## Descripció
Carrer situat en ple centre de la Sagrera; és molt estret i ressegueix els murs que tanquen l'era o el pati de davant de cada casa. La major part de les cases són de planta i pis, algunes aïllades i altres formant un grup de dos o tres arrenglerades amb un pati comú. El carrer de Sant Salvador juntament amb el carrer de Lluís Colmenar i el passatge de la Font de la Sagrera, probablement formen el nucli originari de la població.